# Šódži Hašimoto
Šódži Hašimoto (japonsky 橋本昌二, Hepburnův přepis: Hashimoto Shoji, 18. dubna 1935 – 2. prosince 2009) byl profesionální hráč go.

## Život
Hašimoto se stal profesionálem v roce 1947, bylo mu 12 let. Pouhých 11 let mu stačilo k dosažení 9. danu. Go studoval u svého otce Kunisaburi Hašimota a jeho stoupenců, mezi které patřili Šudži Takahara, Naoki Morijama, Hiromicu Oda, Hirótada Okahaši a Kózó Hajaši. Byl součástí Kansai-Kiin.

## Tituly
| Titul                     | Rok                                          |
| ------------------------- | -------------------------------------------- |
| Džúdan                    | 1974                                         |
| Óza                       | 1959, 1981                                   |
| NHK Cup                   | 1980, 1985                                   |
| Hajago Championship       | 1974                                         |
| Kansai Ki-in Championship | 1967–1969, 1970–1974, 1978, 1979, 1988, 1990 |